# قائمة المعالم الأثرية المصنفة في ولاية بنزرت
تحتوي هذه المقالة قائمة المعالم الأثرية المصنفة في ولاية بنزرت وهي المعالم والأماكن التاريخية المصنفة والمحمية من قبل المعهد الوطني للتراث في ولاية بنزرت في تونس. تحتوي القائمة 13 موقعا.
| رمز المعلم | المدينة              | المعلم                                      | تاريخ التصنيف  | القرار     | صورة |
| ---------- | -------------------- | ------------------------------------------- | -------------- | ---------- | ---- |
| 1-23       | الزهانة              | القنطرة الآثرية                             | 15 يناير 2001  | امرعدد 241 |      |
| 2-23       | أوتيك                | الحمام الروماني                             | 23 ديسمبر 1891 |            |      |
| 3-23       | أوتيك                | المسرح الآثري                               | 23 ديسمبر 1891 |            |      |
| 4-23       | أوتيك                | ملعب المصارعة الدائري                       | 23 ديسمبر 1891 |            |      |
| 5-23       | بنزرت                | زاوية سيدي العربي نهج الحبيب ثامر راس الجبل | 30 يوليو 2002  |            |      |
| 6-23       | فرطوط (وادي الحنايا) | الحنايا الرومانية                           | 25 يناير 1922  |            |      |
| 7-23       | مدينة بنزرت          | الحصن الآسباني                              | 15 يناير 2001  | امرعدد 241 |      |
| 8-23       | مدينة بنزرت          | القصبة                                      | 15 يناير 2001  | امرعدد 241 |      |
| 9-23       | مدينة بنزرت          | القصيبة (المتحف الاقيانوسي)                 | 15 يناير 2001  | امرعدد 241 |      |
| 10-23      | مدينة بنزرت          | أسوار مدينة بنزرت                           | 15 يناير 2001  | امرعدد 241 |      |
| 11-23      | مدينة غار الملح      | البرج الآوسط                                | 25 يناير 1922  | امرعدد 241 |      |
| 12-23      | مدينة غار الملح      | برج تونس                                    | 25 يناير 1922  |            |      |
| 13-23      | مدينة غار الملح      | برج سيدي علي المكي                          | 25 يناير 1922  |            |      |

## مقالات ذات صلة
- قائمة المعالم الأثرية المصنفة في تونس
- المعهد الوطني للتراث
- ثقافة تونس
- تاريخ تونس

## روابط خارجية
- القائمة الرئيسية للمعالم التاريخية والأثرية المرتبة والمحمية للبلاد التونسية على موقع المعهد الوطني للتراث.